# High Civilization
High Civilization sedamnaesti je studijski album australskog rock sastava The Bee Gees, koji izlazi ožujku 1991.g. Ovo je njihov posljednji album kojeg objavljuju za izdavačku kuću Warner Bros. Records, nakon četiri godine zajedničke suradnje. Razlog prekida suradnje su prethodno objavljena dva albuma E.S.P. iz 1987. i One 1989., koji su bili dobro prihvaćeni u europskim zemljama ali su vrlo loše prošli u SAD-u, pa je zbog toga Warner Bros. za ovaj album radio manju promociju i nije urađen remiks.
Projektiran od strane Femi Jiya, High Civilization se prikazuje u novom Bee Geesovom zvuku, gdje se koristi programiran bubanj i razni elektronski efekti.
S popisa pjesama izdvajaju se skladbe, njihov prvi singl "Secret Love", balada koja je bila na Top 5 hitova u Velikoj Britaniji, "When He's Gone" pop skladba koja je objavljena kao njihov drugi singl i osjećajna balada "The Only Love" kao njihov treći i konačni singl s albuma. Album se nije našao na američkoj Top ljestvici ali se našao na #6 u Švicarskoj, #2 u Njemačkoj i #24 u Velikoj Britaniji. High Civilization prodao se u više od 1.1 milijun primjeraka širom svijeta.

## Popis pjesama
Sve pjesme skladali su Barry, Robin i Maurice Gibb.
1. "High Civilization" – 5:31
2. "Secret Love" – 3:42
3. "When He's Gone" – 5:59
4. "Happy Ever After" – 6:17
5. "Party with No Name" – 4:56
6. "Ghost Train" – 6:04
7. "Dimensions" – 5:28
8. "The Only Love" – 5:36
9. "Human Sacrifice" – 5:42
10. "True Confessions" – 5:16
11. "Evolution" – 5:37

## Vanjske poveznice
- discogs.com - Bee Gees - High Civilization